# Mănăstirea St. Blasien
Mănăstirea St. Blasien (în germană Kloster Sankt Blasien) a fost în evul mediu o abație benedictină din orașul St. Blasien în Pădurea Neagră, Germania. Aceasta a avut numeroase posesiuni feudale, în special în sud-vestul actualului land Baden-Württemberg.
Din anul 1934 a trecut în proprietatea ordinului iezuit, care a organizat în clădirea fostei mănăstiri un liceu de elită.

## Personalități

### Profesori
- Alois Grimm (1886-1944), profesor de latină, executat de naziști

### Elevi
- Dominic Fritz (n. 1983), primar al Timișoarei